# Roger Vrigny
Pour les articles homonymes, voir Vrigny.
Œuvres principales
La Nuit de Mougins
Compléments
Membre du jury du Prix Renaudot
Roger Vrigny, né le 19 mai 1920 à Paris et mort le 16 août 1997 à Lille, est un écrivain français.

## Biographie
Professeur de lettres de formation, Roger Vrigny se tourne vers le théâtre en 1950 en fondant une petite compagnie (La Compagnie du Miroir), avant de se consacrer à la littérature avec son premier roman, Arban, paru en 1954. Il fait son entrée en littérature sous la houlette de l'écrivain et poète Robert Mallet. 
Également homme de radio, il anime l’émission Belles Lettres sur l'ORTF en 1955, puis la Matinée littéraire sur France Culture à partir de 1966. Il anime durant trente ans diverses émissions littéraires, la dernière en date étant Lettres ouvertes, diffusée tous les mercredis sur France Culture. Il est également membre du jury du prix Renaudot.
En 1963, il reçoit le prix Femina pour son roman La Nuit de Mougins, et en 1989, le Grand prix de littérature de l'Académie française pour l'ensemble de son œuvre. Son dernier ouvrage publié, Instants dérobés (1996), est composé d'extraits de son journal tenu de 1972 à 1991.  
Robert Vrigny meurt à l'âge de 77 ans, il est inhumé en Picardie, dans son village d'adoption de Wiry-au-Mont.

## Œuvre

### Romans
Trilogie Les Cœurs sensibles
- Arban, Gallimard, 1954
- Lauréna, Gallimard, 1956
- Norbert, paru dans le volume Les Cœurs sensibles, Gallimard, 1990, qui regroupe toute la trilogie

Autres romans
- Barbégal, Gallimard, 1958 – adapté à la radio en 1959
- La Nuit de Mougins, Gallimard, 1963 – prix Femina ; rééd. Gallimard, coll. « Folio » no 558, 1974
- Fin de journée, Gallimard, 1968
- La Vie brève, Gallimard, 1972  ; rééd. Gallimard, coll. « Folio » no 1157, 1979
- Un ange passe, Gallimard, 1979 ; rééd., Gallimard, coll. « Folio » no 1545, 1984
- Sentiments distingués, Grasset, 1983 ; rééd. Le Livre de poche no 5976, 1984 – prix Dumas-Millier de l'Académie française
- Le Bonhomme d'Ampère, Gallimard, 1988 ; rééd. Gallimard, coll. « Folio » no 2229, 1991
- Le Garçon d'orage, Gallimard, 1994

### Recueils de nouvelles
- Accident de parcours, suivi de Amour et de Une tache sur la vitre, Gallimard, 1985 ; rééd. Gallimard, coll. « Folio » no 2794, 1996
- Ciel de lit et autres nouvelles, Mercure de France, 1998 – Ouvrage collectif comprenant des textes de Roger Vrigny, Olivier Balazuc, François-Xavier Molia, Rodolfo Pinto...

### Autres publications
- Pourquoi cette joie ?, Gallimard, 1974 – journal
- Le Besoin d'écrire, Grasset, 1990
- La Confession de Rousseau, Actes Sud, coll. « Actes-Sud-Papiers », 1990 – théâtre
- Instants dérobés, Gallimard, 1996 – journal

## Filmographie

### En tant que scénariste

#### Au cinéma
- 1999 : Je suis vivante et je vous aime de Roger Kahane, scénario original de Roger Kahane et Roger Vrigny

#### À la télévision
- 1965 : Les Irascibles (téléfilm) réalisé par Olivier Ricard, scénario original de Roger Vrigny
- 1981 : L'Ennemi de la mort (mini-série en quatre épisodes) réalisé par Roger Kahane, scénario et dialogue de Roger Vrigny
- 1983 : La Métamorphose (téléfilm) de Jean-Daniel Verhaeghe, adaptation de la nouvelle homonyme de Franz Kafka
- 1989 : Un week-end à tuer (série télévisée, épisode 8) Le Masque réalisé par Jean-Louis Fournier, adaptation du roman de Jean-Michel Thibaux
- 1989 : L'Or du diable (mini-série en six épisodes) de Jean-Louis Fournier, adaptation du roman homonyme d'Alexis Lecaye
- 1994 : La Règle de l'homme (téléfilm) de Jean-Daniel Verhaeghe, adaptation du roman de Joseph Kessel

### Adaptations de ses œuvres par des tiers
- 1969 : Sous le signe du taureau de Gilles Grangier, scénario de François Boyer qui adapte le roman Fin de journée
- 1996 : Le Garçon d'orage (téléfilm) de Jérôme Foulon, adaptation du roman homonyme